# Antoni Walewski
Antoni Walewski (ur. 18 maja 1805 w Humniskach lub w Brzozowie, zm. 3 grudnia 1876) – historyk polski, profesor historii powszechnej Uniwersytetu Jagiellońskiego, członek Towarzystwa Naukowego Krakowskiego, a następnie Akademii Umiejętności.

## Życiorys
Syn Adama Walewskiego i Marii z domu Golik. Zdał maturę w 1824 w gimnazjum w Przemyślu, rozpoczął studia historyczne na Uniwersytecie Lwowskim, które kontynuował do wybuchu powstania listopadowego. Walczył w powstaniu, zaś po jej upadku znalazł się w Paryżu na emigracji, gdzie związał się z obozem księcia Czartoryskiego. 
W wyniku decyzji ministra Aleksandra von Bacha w 1851 Walewski objął nie mając doktoratu Katedrę Historii Powszechnej na Uniwersytecie Jagiellońskim. Odczytano to jako sygnał dosyć złowrogi, zwiastujący podporządkowanie nauki historycznej bieżącym względom politycznym. Powszechnie znienawidzony i niepopularny, cierpiący ponadto na osłabienie wzroku i głosu, złożył Walewski 11 kwietnia 1871 roku prośbę do Ministerium o przeniesienie go na emeryturę, co nastąpiło z początkiem kolejnego roku akademickiego. Po utworzeniu Akademii Umiejętności został wybrany jako jej członek czynny. Do roku 1875 pełnił funkcję prezesa Komisji Historycznej. Zmarł w zupełnym opuszczeniu. Pochowany na cmentarzu Rakowickim (grób nie zachował się).

## Dzieła
- Pogląd na sprawę Polski ze stanowiska monarchii i historii (Lwów 1848–1849),
- Historia wyzwolenia Polski za panowania Jana Kazimierza[4][5] (2 tomy, Kraków 1866–1868),
- Historja wyzwolonej Rzplitej wpadającej pod jarzmo domowe za panowania Jana Kazimierza[6] (2 tomy, Kraków 1870–1872),
- Dzieje bezkrólewia po skonie Jana III (tom 1 Kraków 1874),
- Filozofia dziejów polskich i metoda ich badania (Kraków 1875)[7],

Z twórczością Walewskiego, lojalistyczną wobec Habsburgów, polemizował Józef Szujski, jak i przeciwnik Szujskiego Henryk Schmitt.